# Hunter Rouse
Hunter Rouse (Toledo (Ohio), 29 de março de 1906 — Sun City (Arizona), 16 de outubro de 1996) foi um engenheiro estadunidense.
Foi professor do Instituto de Tecnologia de Massachusetts, de 1929 a 1933, quando entrou na Universidade Columbia. Trabalhou no Instituto de Tecnologia da Califórnia, de 1936 a 1939, quando tornou-se professor da Universidade de Iowa, onde foi chefe do departamento de engenharia, de 1966 a 1972. Seu campo de interesse foi ligado à hidráulica.

## Obras
- Fluid Mechanics for Hydraulic Engineers, 1938;
- Elementary Mechanics of Fluids, 1946;
- Basic Mechanics of Fluids, 1953;
- History of Hydraulics, 1957.